# بروذر أنتوني
بروذر أنتوني هو كاتب ومترجم كوري جنوبي، ولد في 3 يناير 1942 في ترورو في المملكة المتحدة.